# Charles Stanhope (8e comte de Harrington)
Charles Augustus Stanhope, 8e comte de Harrington (9 janvier 1844 - 5 février 1917), connu sous le nom de vicomte Petersham de 1866 à 1881, est un pair britannique et un joueur de Polo.

## Biographie

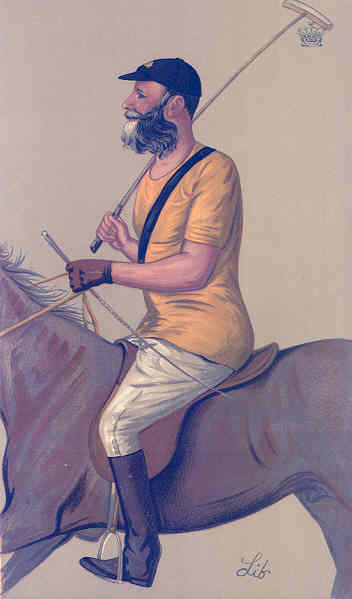
"Polo à la Yeoman"
Tel que représenté par "Lib" (Libero Prosperi) dans Vanity Fair, 19 septembre 1891

Harrington est le fils de Charles Stanhope (7e comte de Harrington), et d'Elizabeth Still de Pearsall.
Il apprend le polo à Malte alors qu'il est dans le Cheshire Yeomanry, régiment dont il devient lieutenant-colonel de 1899 à 1905 et colonel honoraire par la suite. En 1885, il joue à l'arrière de l'équipe du Gloucestershire qui remporte la County Cup. Harrington remporte la Hurlingham Champion Cup en 1892 avec le comté de Sussex et la Rugby Open Cup avec le Cheshire. Sa silhouette ronde et sa barbe flottante sont une image mémorable sur les terrains de polo britannique et un choix évident pour la caricature dans Vanity Fair. Harrington est l'inventeur des poteaux de but en papier mâché et est président de la County Polo Association et le premier président de la Polo Pony Society. Il est à l'origine de la création du Stud-book Polo Pony. Il joue au Staffordshire Polo Club, basé à Ingestre Hall, fondé par Charles Chetwynd-Talbot (20e comte de Shrewsbury), en 1895.
Il participe aussi aux compétitions de Joute équestre aux Jeux annuels de la Wenlock Olympian Society en 1881, et arrive deuxième. Il est invité par le fondateur des jeux, William Penny Brookes, à être président des jeux pour 1882. Dans les mêmes jeux, il est le seul président à participer également; il concourt dans le plat basculant, mais n'a pas pris d'anneau, et participe à une démonstration de piquetage de tente. En 1883, il fait don d'un prix à la Société.
Il est également maître des Harrington Fox Hounds qui chassent dans le sud du Nottinghamshire et un membre éminent du National Hunt Committee.

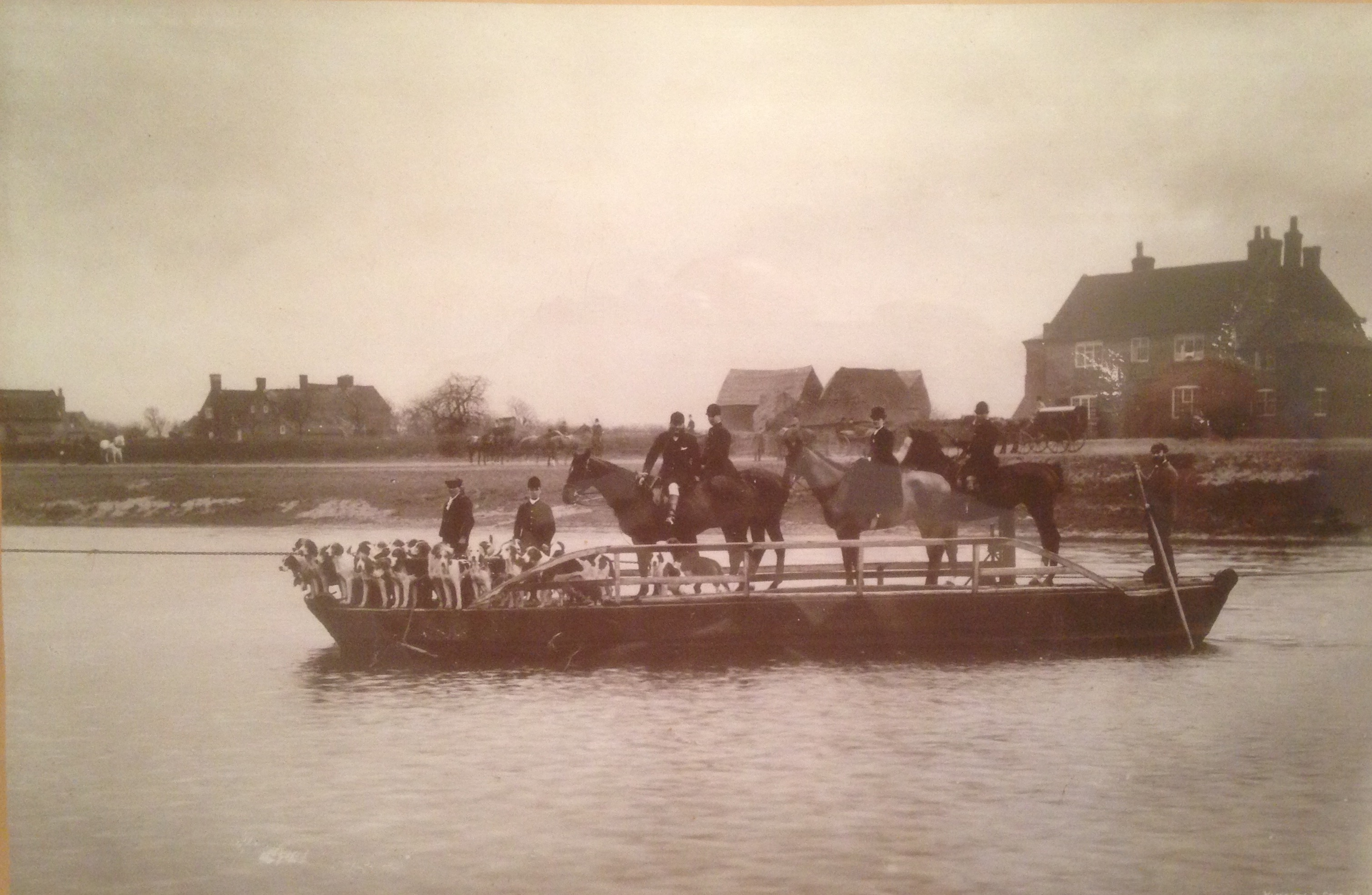
Le 8e comte traversant la rivière Trent avec les South Notts Hounds - photo datée du 19 avril 1890

Il est nommé lieutenant-adjoint du Derbyshire le 26 janvier 1917. Harrington est aide de camp du roi Édouard VII entre 1907 et 1910, et du roi George V par la suite.

## Famille
Les principales demeures familiales de Lord Harrington en 1883 sont Elvaston Castle, dans le Derbyshire, et Gawsworth Old Hall (en), dans le Cheshire .
Lord Harrington épouse Eva Elizabeth Carrington, fille de Robert Carrington (2e baron Carrington), en 1869. Il meurt en février 1917, à l'âge de 73 ans, à Elvaston Castle, d'un empoisonnement du sang causé par des brûlures subies dans l'atelier de son ingénieur, et est enterré à l'église paroissiale d'Elvaston. Il est remplacé dans ses titres par son frère cadet Dudley. Lady Harrington est décédée en 1919.

## Sources
- Kidd, Charles, Williamson, David (éditeurs). La pairie et le baronnet de Debrett (édition 1990). New York : St Martin's Press, 1990